# Súng trường tấn công dưới nước APS
APS (tiếng Nga:АПС, viết tắt của Автомат Подводный Специальный, Avtomat Podvodnyy Spetsialnyy) là một loại súng trường tấn công sử dụng để tác chiến dưới mặt nước. Nó có thiết kế tương tự như khẩu AK-47, nó được Liên Xô phát triển vào đầu những năm 1970 như một loại súng cầm tay sử dụng dưới nước. Nó đã được thông qua đưa vào phục vụ trong quân đội năm 1975. Loại súng này do Tula Arms Plant (Тульский Оружейный Завод, Tul'skiy Oruzheynyy Zavod) chế tạo và nó được xuất khẩu bởi Rosoboronexport.

## Mô tả
Trong môi trường nước các loại đạn bình thường có khả năng bắn hiệu quả trong phạm vi rất ngắn và không chính xác do trong môi trường nước lực xoáy của viên đạn khiến nó có xu hướng di chuyển chếch lên trên. Vì thế đạn của APS được thiết kế có dạng mũi tên ngắn có chiều dài 120 mm để di chuyển ổn định cũng như do đạn dài nên sẽ có đủ trọng lượng cần thiết để có quán tính di chuyển tốt trong nước và nòng súng không có rãnh xoắn. Phạm vi hiệu quả của nó xa hơn khả năng nhìn trong nước của các thợ lặn. Khi thử nghiệm dưới nước thì tất cả các viên đạn đều ghim vào mục tiêu có đường kính 15 cm trong phạm vi 30 m, trong khoảng cách 100 m các viên đạn này vẫn có mức sát thương cao chúng vẫn có thể xuyên qua các bộ đồ lặn cách nhiệt cũng như có thể xuyên qua lớp thủy tinh dày 5mm tuy nhiên tầm xa của nó không mấy tác dụng khi mà tầm nhìn của thợ lặn khá ngắn trong môi trường nước.
Nút chuyển đổi chế độ bắn nằm ở phía bên tay trái với hai chế độ bắn là từng phát và tự động cũng như dùng để khóa an toàn.Báng súng có thể gấp lại bằng cách đẩy vào để thuận tiên cho việc di chuyển dưới nước. APS có thể bắn trên cạn nhưng chỉ sử dụng chức năng này trong trường hợp khẩn cấp vì nó sẽ trở nên không ổn định trong không khí làm giảm tuổi thọ của khẩu súng trầm trọng và tầm bắn hiệu quả rất ngắn chỉ khoảng chục mét. Vì thế chúng chỉ phát huy tối đa sức mạnh khi ở dưới nước. Tuổi thọ của loại súng này là 180 phát bắn trên cạn và 2000 phát trong nước.

### Các quốc gia sử dụng
- Liên Xô
- Nga
- Cuba
- Việt Nam Trang bị cho Binh chủng Đặc công, Quân đội nhân dân Việt Nam